# Julie Bell
Julie Bell (Beaumont, Texas, 1958) es una pintora y exculturista estadounidense. Gracias a su poderoso aspecto físico, Julie ha sido también modelo para las pinturas de su marido, el conocido ilustrador de fantasía épica Boris Vallejo.

## Carrera
Julie ha ilustrado portadas de cerca de 100 libros y revistas sobre fantasía y ciencia ficción desde 1990. Ella y su marido han hecho trabajos publicitarios para empresas como Nike, Coca-Cola y Toyota. Aunque es más conocida por sus obras de fantasía heroica también hace pinturas hiperrealistas de animales salvajes.

## Obra
- Imaginistix
- The Ultimate Collection
- Fabulous Women
- Fantasy Workshop
- Sketchbook
- Superheroes
- Twin Visions
- The Julie Bell Portfolio (2000)
- Soft As Steel : The Art of Julie Bell (1999)
- Hard Curves (1996)